# Conte di Lauderdale
Conte di Lauderdale è un titolo della Parìa di Scozia creato nel 1624 per John Maitland, II lord Maitland di Thirlestane, nel Berwickshire. Il secondo conte venne creato duca di Lauderdale ma morì senza eredi maschi ed il ducato si estinse. La contea invece passò a suo fratello Charles, III conte. Charles sposò nel 1652, Elizabeth, figlia di Richard Lauder di Haltoun.
Gli altri titoli sussidiari associati alla contea sono: Visconte di Lauderdale (creato nel 1616), Visconte di Maitland (1624), Lord Maitland di Thirlestane (1590) e Lord Thirlestane e Boulton (1624). Tutti questi titoli appartengono alla parìa di Scozia. Il conte di Lauderdale è inoltre capo ereditario del Clan Maitland. Il titolo di Visconte di Maitland è utilizzato come titolo di cortesia per il figlio primogenito ed erede del conte in carica.
Il conte di Lauderdale ricopre inoltre il titolo onorifico di portabandiera nazionale di Scozia ed ha il diritto di portare lo stendardo reale in presenza del sovrano.
La sede storica della famiglia è il Castello di Thirlestane, presso Lauder, in Scozia.

## Lords Maitland di Thirlestane (maggio 1590)
- John Maitland, I lord Maitland di Thirlestane (1537–1595)
- John Maitland, II lord Maitland di Thirlestane (m. 1645) (creato Conte di Lauderdale nel 1624)

## Conti di Lauderdale (14 marzo 1624)
- John Maitland, I conte di Lauderdale (m. 1645)
- John Maitland, II conte di Lauderdale (1616–1682), creato duca nel 1672

## Duca di Lauderdale  (1672)
creato anche Conte di Guilford e Barone Petersham nella parìa d'Inghilterra nel 1674
- John Maitland, I duca di Lauderdale (1616–1682)

Tutti i titoli creati per lui si estinsero alla sua morte.

## Conti di Lauderdale (1624 - ripristinato)
- Charles Maitland, III conte di Lauderdale (m. 1691); figlio secondogenito del primo conte, fratello del II conte (I duca di Lauderdale)
- Richard Maitland, IV conte di Lauderdale (m. 1695); figlio del III conte
- John Maitland, V conte di Lauderdale (m. 1710); figlio del III conte
- Charles Maitland, VI conte di Lauderdale (c1688-1744); figlio secondogenito del V conte
- James Maitland, VII conte di Lauderdale (1718–1789); figlio primogenito del VI conte
- James Maitland, VIII conte di Lauderdale (1759–1839); figlio secondogenito del VII conte
- James Maitland, IX conte di Lauderdale (1784–1860); figlio primogenito dell'VIII conte
- Anthony Maitland, X conte di Lauderdale (1785–1863); figlio secondogenito dell'VIII conte
- Thomas Maitland, XI conte di Lauderdale (1803–1878); nipote del VII conte e cugino del X conte
- Charles Barclay-Maitland, XII conte di Lauderdale (1822–1884); discendente del VI conte e cugino dell'XI conte
- Frederick Henry Maitland, XIII conte di Lauderdale (1840–1924); discendente del VI conte e cugino del XII conte
- Frederick Colin Maitland, XIV conte di Lauderdale (1868–1931); figlio primogenito del XIII conte
- Ian Colin Maitland, Xv conte di Lauderdale (1891–1953); figlio primogenito del XIV conte
- Alfred Sydney Frederick Maitland, XVI conte di Lauderdale (1904–1968); nipote del XIII conte
- Patrick Francis Maitland, XVIII conte di Lauderdale (1911–2008); nipote del XIII conte e fratello del XVI conte
- Ian Maitland, XVIII conte di Lauderdale (n. 1937); figlio primogenito del XVII conte

L'erede apparente è il figlio dell'attuale detentore del titolo, John Douglas Maitland, Master di Lauderdale, Visconte Maitland (n. 1965)